# 桑托什
桑托什（法語：Santoche，法語發音：[sɑ̃tɔʃ]）是法国杜省的一个旧市镇，属于蒙贝利亚尔区。2017年，桑托什与市镇克莱瓦勒合并为新市镇派德克莱瓦勒。

## 地理
桑托什（47°24'14"N, 6°30'27"E）面积2.15 平方千米，位于法国勃艮第-弗朗什-孔泰大區杜省，该省份为法国东部内陆省份，北起上索恩省，西接汝拉省，东部及东南部与瑞士接壤，东北部与贝尔福地区省接壤。
与桑托什接壤的市镇（或旧市镇、城区）包括：方丹莱克莱瓦勒、克莱瓦勒、杜河畔蓬皮埃尔。

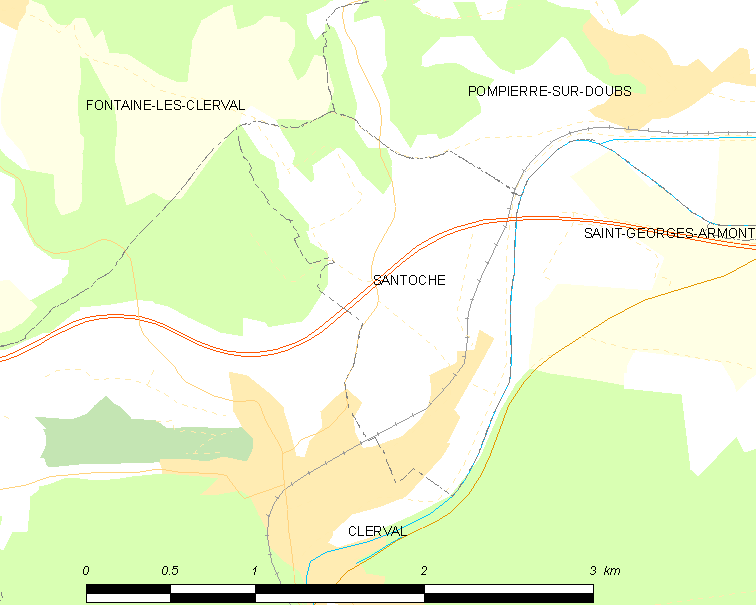
桑托什的OSM定位图

桑托什的时区为UTC+01:00、UTC+02:00（夏令时）。

## 行政
桑托什的邮政编码为25340，INSEE市镇编码为25531。

## 政治
桑托什所属的省级选区为巴旺县。

## 人口

1962-2008年间桑托什人口变化图示

桑托什于2014年1月1日时的人口数量为87人。